# فریدریش روزن

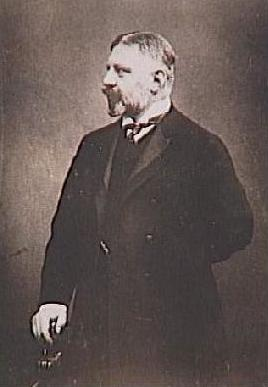
فریدریش روزن، ۱۹۱۰

فریدریش روزن یا فریتس روزن (به آلمانی: Friedrich Felix Balduin Rosen) (۳۰ اوت ۱۸۵۶، لایپزیگ و ۲۷ نوامبر ۱۹۳۵، پکن) خاورشناس، دیپلمات و سیاستمدار آلمانی بود.

## سال‌های اولیه
فریدریش روزن در سال ۱۸۵۶ در لایپزیگ به دنیا آمد. دوران کودکی‌اش را در قُدس، جایی که پدرش کنسول بود گذراند. روزن به آموزش چهار زبان آلمانی، انگلیسی، عربی و ترکی تمایل داشت. او خیلی زود تصمیم به تحصیل زبان‌های مدرن و شرقی، که در برلین، لایپزیگ، گوتینگن، و پاریس تدریس می‌شد گرفت. پس از فارغ‌التحصیلی، وی به مدت چند ماه به عنوان معلم خصوصی کودکان در لندن مشغول به کار شد.
او در تمام طول زندگی خود علاقه وافری به فرهنگ شرقی داشت و از سال ۱۸۸۷ به بعد، زبان فارسی و زبان اردو را در دانشگاه هومبولت برلین تدریس می‌کرد.

## فعالیت دیپلماتیک
روزن بعد از اختلاف پیداکردن با گروهی از مدیران دانشگاه در سال ۱۸۹۰، از موقعیت آکادمیک خود دست کشید و به عنوان جایگزین پدر خود مشغول به کار در وزارت امور خارجه آلمان شد. وی به عنوان یک سفیر در بیروت و تهران، تا سال ۱۸۹۸ میلادی زمانی که او مسئول ایجاد سفارتخانه در بغداد شد باقی‌ماند.
کار دیپلماتیک در خاورمیانه با علائق خاورشناسانه روزن همخوانی داشت و تسلطش به زبان‌های عربی و فارسی مرهون همین علاقه به فرهنگ ایرانی بود. در سال ۱۸۹۰ میلادی، با همکاری ناصرالدین‌شاه قاجار کتاب گرامر مدرن فارسی را به چاپ رساند؛ و در سال ۱۸۹۹ میلادی، به همراه باستان‌شناس گرترود بل به اورشلیم سفر کرد.

## ترجمه و انتشار رباعیات عمر خیام
در سال ۱۹۲۱ یوزف ویرت صدراعظم آلمان روزن را که دیپلماتی میانه‌رو بود به سمت وزارت امور خارجه برگزید، ولی او در اکتبر همان سال از همهٔ سمت‌های دولتی خود استعفا داد و دوباره به کارهای خاورشناسی پرداخت. روزن سرپرستی جامعهٔ خاورشناسی آلمان را که در برگیرندهٔ سازمان‌ها و خاورشناسان آلمان بود بر عهده گرفت و بیش از پیش وقت خود را به‌طور فزاینده‌ای به کار علمی اختصاص داد. یکی از کارهای او در این زمینه، ترجمه و انتشار رباعیات عمر خیام به زبان آلمانی است که تا کنون در نسخه‌های مختلف منتشر شده‌است.